# Fala que Eu Te Escuto
Fala que Eu Te Escuto  é um programa de televisão brasileiro produzido pela Igreja Universal do Reino de Deus e apresentado ao vivo na Record, nas madrugadas de quarta-feira a domingo. Temas da atualidade são debatidos por bispos e pastores da IURD. A atração conta com a participação de telespectadores por telefone e a inserção de imagens gravadas por atores ou exibidas na programação da Record. A produção é da Arca Universal, empresa ligada à IURD.
O programa é o principal da IURD no que se refere às estratégias de comunicação utilizadas pela Universal. Nele, também é usado um copo com água sacralizado que os pastores utilizam para abençoar os fiéis via televisão.

## História
O Fala que Eu Te Escuto está no ar desde fevereiro de 1998, tendo sido criado pelo Bispo Clodomir Santos. Anteriormente, desde o começo da década de 1990, era exibido um programa com outro estilo, chamado 25ª Hora, no mesmo estilo do atual programa das madrugadas da Record. Inicialmente, seus temas eram estritamente religiosos. Com o passar dos anos, adquiriu características de noticiário com temas polêmicos como violência, prostituição, drogas e celebridades. Foi exibido na primeira hora da manhã e recebia ao vivo sugestões dos telespectadores. Estreou em 1992, e era exibido à meia-noite, como justifica o nome do programa, aos sábados e domingos. A partir de 1993, passa a ser exibido diariamente, até 1998, quando saiu definitivamente do ar.
Ao longo da história o programa mudou um pouco o formato, atendendo seus telespectadores pelo Skype, interagindo com o bispo/apresentador com a webcam apresentando sua opinião sobre o assunto em pauta. Mais tarde foram inseridas matérias com links ao vivo.
Na fase diária teve como apresentadores os bispos Edgar Brum, Walber Barbosa e Guilherme Grando. Quem comandava a atração nos Estados Unidos era o bispo Márcio Carotti.
Em 11 de setembro de 2018 foi exibida a última edição do programa de forma diária. No dia seguinte, o "Fala" foi substituído por um programa semelhante, mas com o mesmo formato, o Inteligência e Fé, comandado por Renato Cardoso. Entretanto, o programa não chegou a ser extinto, mas continuou a ser exibido de forma semanal nas madrugadas de sábado para domingo, após a série Shades of Blue. É apresentado por Adilson Silva, bispo da Igreja Universal do Reino de Deus.
Em 2020 voltou a ser exibido diariamente. Atualmente, o programa é transmitido nas madrugadas de quarta-feira a domingo, enquanto o programa Entrelinhas é transmitido na madrugada de segunda para terça-feira.

## Audiência
O programa venceu a disputa pela audiência em algumas ocasiões; Uma das vezes aconteceu contra o Programa do Jô, exibido na mesma faixa de horário. O fato ocorreu em maio de 2009 e conforme dados do IBOPE, o Fala que Eu Te Escuto registrou uma média de 5 pontos contra 4 da Globo. Em 2012 a audiência chegou a ultrapassar as transmissões do carnaval da Band e do SBT. Alcançou novamente o primeiro lugar de audiência em 31 de julho de 2013, 17 de fevereiro de 2015 e em 2 de fevereiro de 2018.

## Controvérsias
Em 31 de julho de 2013, a telespectadora Graziele Consentini entrou no programa através do Skype para comentar sobre a obesidade infantil, enquanto dava seu depoimento, seu primo apareceu no vídeo mostrando as nádegas. Em resposta, um dos pastores que estava presente disse: "Temos que selecionar melhor as pessoas que entram no ar, pois algumas não tem vergonha na cara e nem na poupança". Após a repercussão do acontecimento, Graziele disse que tudo foi planejado. No dia 2 de agosto, o bispo Clodomir Santos disse que a Igreja Universal do Reino de Deus irá processar a moça, e acrescentou: "Exposição ao ridículo de uma emissora de grande abrangência, além de dano moral e material, que pode acarretar em três meses a um ano de prisão". Ele ainda disse que os jovens que passaram esse trote são influenciados pelo Pânico na Band: "Essa nova geração são os filhos do "Pânico", fazem tudo para denegrir a imagem dos outros", disse.
No programa da madrugada de quarta-feira, dia 29 de julho de 2015, a produção do programa foi mais rápida que um telespectador de nome Iago e conseguiu barrar sua participação. O bispo Clodomir, que comanda a atração, disse: "A nossa produção está informando que o Iago que está assistindo. Ele está tentando entrar pelo Skype e colocou em seu Twitter que estava tentando entrar e iria causar no programa". E completou: "A escola que você estudou a gente foi expulso. E quando você vinha com a farinha, a gente já voltava com a farofa". Na sequência, o bispo, que já passou situações constrangedoras por causa dos trotes, mandou o telespectador dormir: "vai dormir que é a melhor coisa que você faz".
Na madrugada do dia 24 de março de 2016, o programa foi vitima de mais um incidente. Enquanto um internauta brasileiro, morando na Bélgica, falava sobre os atentados ocorridos na capital daquele país, uma cena de um filme pornográfico gay, mais especificamente o que originou o meme Pai de Família, foi exibida por alguns segundos, antes de ser cortada pela produção do programa.